# Jorma Panula

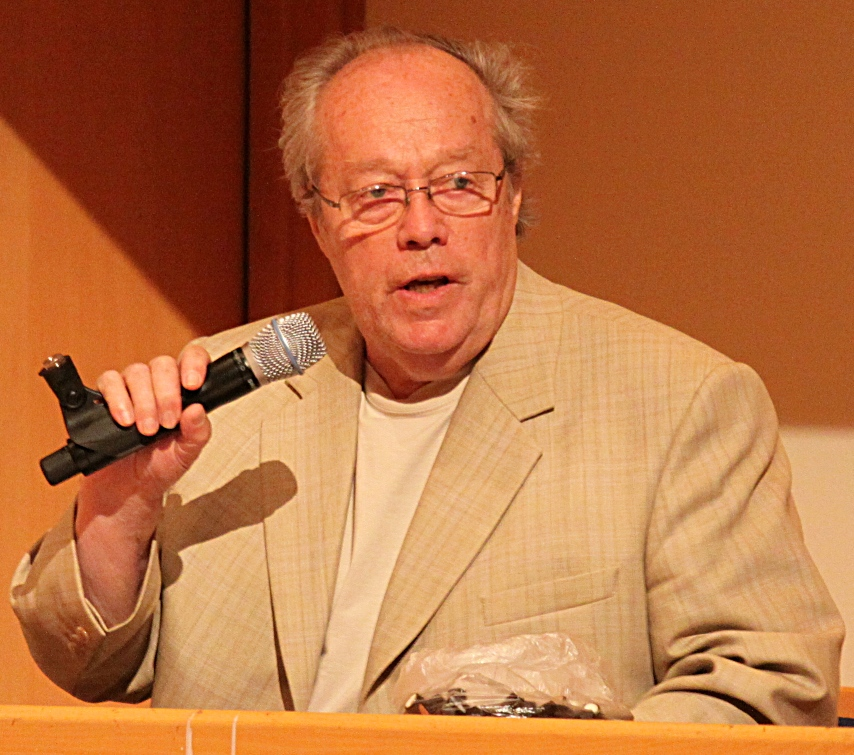
Jorma Panula 2009

Jorma Panula (* 10. August 1930 in Kauhajoki, Finnland) ist ein finnischer Dirigent, Lehrer für das Dirigieren und Komponist.

## Leben
Panula studierte Kirchenmusik und Dirigieren an der Sibelius-Akademie in Helsinki. Zu seinen Lehrern zählten Leo Funtek, Dean Dixon, Albert Wolff und Franco Ferrara.
Er war künstlerischer Leiter und Chefdirigent des Philharmonischen Orchesters Turku von 1963 bis 1965, des Philharmonischen Orchesters Helsinki von 1965 bis 1972 und des Sinfonieorchesters Aarhus von 1973 bis 1976.
Von 1973 bis 1994 lehrte Jorma Panula als Professor für Dirigieren an der Sibelius-Akademie, der Königlichen Musikhochschule in Stockholm und dem Königlich Dänischen Konservatorium für Musik in Kopenhagen. Durch seine Schule ging eine ganze Reihe heute bekannter Dirigenten, darunter Osmo Vänskä, Jukka-Pekka Saraste, Matthias Manasi, Esa-Pekka Salonen, Ari Rasilainen, Sakari Oramo, Markus Poschner, Hannu Lintu, Mikko Franck und Klaus Mäkelä.
In den letzten Jahren hat Jorma Panula seine eigene Dirigiertätigkeit stark eingeschränkt und leitet hauptsächlich Meisterkurse auf der ganzen Welt.
Panula hat auch eine Vielzahl eigener Stücke komponiert. Die Oper Jaako Ilkka wurde 1977 von der Finnischen Nationaloper mit ihm selbst am Dirigentenpult uraufgeführt. Diese Oper und die Jokiooppera (Fluss-Oper) stellen mit ihrer Verbindung von Musik, visuellen Eindrücken und volkstümlichen Anklängen ein neues, dem Singspiel ähnliches Opern-Genre dar. Seine weiteren Kompositionen umfassen Musicals, Kirchenmusik, ein Violinkonzert, ein Jazz-Capriccio und zahlreiche Vokalwerke.
Im Herbst 1997 wurde Jorma Panula Preisträger des von der Königlich Schwedischen Akademie der Wissenschaften verliehenen Rolf-Schock-Preises.

## Weblink
- Die Jorma Panula Foundation (englisch, mit Porträtbildnis)